# 圣基茨和尼维斯LGBT权益
圣基茨和尼维斯的女同性恋、男同性恋、双性恋和跨性别者（LGBT）面临着非LGBT居民未曾经历过的法律挑战。 该国刑法将同性性行为定为合法，卻未解决基于性取向或性别认同的歧视或骚扰，也未承认任何形式的同性婚姻，无论是否是婚姻或伴侣关系。以同性伴侣为户主的家庭也没有资格获得异性已婚夫妇的任何相同权利。

虹色圣尼

## 同性性行为的合法性
在圣基茨和尼维斯尚未將同性性行為除罪化之前，男男性行為是非法的。《侵害人身罪法》第56和57条将男性同性性行为定为非法。《侵害人身罪法》第56条：“The abominable crime of buggery”，最高可判处10年徒刑。 
《侵害人身罪法》第57条：“任何企图犯下上述可恶罪行，或犯有意图犯下这种罪行的罪行，或对任何男性犯下猥亵罪行，均属轻罪，且不论有无拘役，一经定罪，可处以不超过四年的徒刑。 
2011年，圣基茨和尼维斯政府表示，人民没有下令废除成年人中将同性恋定为犯罪的法律条文需求。但是，尽管有关法律已有规定，但据政府称，尚无起诉同性性行为的起诉。
2022年，聖克里斯多福及尼維斯將同性性行為除罪化。 

## 社会状况
2005年3月23日，加勒比海的尼维斯岛（Sanit Kitts and Nevis的一部分）禁止一艘载有110名美国同性恋者的游轮对接。 一艘警船停下了Source Events / Windjammer Barefoot Cruises船，并带船长上岸与港口，警察，海关和移民官员会晤，然后命令该船航行。 港口管理局代理总经理奥拉尔·白兰地告诉记者，尼维斯不希望同性恋“成为我们文化的一部分”。 

## 汇总表
| 同性性行为合法                                     | Yes                |
| 同意年龄相等                                       | 对于男性/ 对于女性 |
| 仅在就业方面的反歧视法律                           | 没有               |
| 提供商品和服务的反歧视法                           | 没有               |
| 所有其他领域的反歧视法律（包括间接歧视，仇恨言论） | 没有               |
| 同性婚姻                                           | 没有               |
| 承认同性伴侣                                       | 没有               |
| 同性伴侣的继子收养                                 | 没有               |
| 同性伴侣共同收养                                   | 没有               |
| 男女同性恋者可以在军队中公开服役                   | 没有               |
| 改变性别的权利                                     | 没有               |
| 女同志可以使用试管婴儿                             | 没有               |
| 男同性恋者的商业代孕                               | 没有               |
| 男男性行为者允许献血                               | 没有               |